# JooJoo
JooJoo ist ein Linux-basierter Tabletcomputer. Es wurde vom Singapur-Entwicklungsstudio Fusion Garage produziert. Ursprünglich arbeitete Fusion Garage mit Michael Arrington zusammen, um es als CrunchPad zu veröffentlichen, aber im November 2009 teilte Fusion Garage Arrington mit, dass es das Produkt allein verkaufen würde. Arrington reichte daraufhin eine Klage gegen Fusion Garage ein.

## Geschichte

### Crunchpad
Das CrunchPad-Projekt wurde im Juli 2008 von Michael Arrington gestartet und zielte zunächst auf ein Tablet im Wert von 200 US-Dollar ab und zeigte einen Monat später einen ersten Prototyp (Prototyp A).
Anfang 2009 wurde der Arbeitsprototyp B vom TechCrunch-Team unter der Leitung von Louis Monier eingeführt, basierend auf einem 12-Zoll-LCD-Bildschirm, einer VIA-Nano-CPU, Ubuntu-Linux und einem benutzerdefinierten Webkit-basierten Browser. Das Gerät wurde von Dynacept schnell prototypisiert und eine angepasste Version der Ubuntu-Distribution wurde von Fusion Garage kompiliert. Nach der Ankündigung von Prototyp B sollte das Tablet in Produktion gehen. Louis Monier worked closely with Fusion Garage as the team's lead designer.
- April 9, 2009 – Prototyp C wird gezeigt und sieht den ursprünglichen Konzeptbildern sehr ähnlich.[9] Michael Arrington schrieb, dass die in Prototyp C zu sehenden Hardware-, Software- und Industriedesignverbesserungen alle von Fusion Garage angetrieben wurden. „… eine Sache, die ich im letzten Jahr über Hardware gelernt habe, ist, dass Sie Partner brauchen, um die Dinge tatsächlich zu verwirklichen, und die Anerkennung für das, was wir heute gesehen haben, geht vollständig an das Fusion Garage-Team“, sagte er.[10]
- 3. Juni 2009 – nahezu endgültiges Industriedesign[11]
- 17. November 2009 – Chandra Rathakrishnan, CEO von Fusion Garage, sendet eine E-Mail an TechCrunch und informiert sie „aus heiterem Himmel“, dass sich die Investoren von Fusion Garage aus der Partnerschaft zurückziehen wollen und dass sie den Eindruck haben, dass TechCrunch keine Rechte an dem Projekt besitzt, sondern lediglich helfe, es zu bewerben.[12][13]

Anfang des Jahres 2008 wurden 200 Dollar als Zielpreispunkt erwähnt. In der ersten Hälfte des Jahres 2009 wurden 300 Dollar als wahrscheinlicher erwähnt. Bis Ende Juli 2009 sagten Nachrichtenberichte, dass der tatsächliche Preis, wenn er im November 2009 ausgeliefert würde, etwa 400 Dollar betragen würde, was ihn in einen potenziellen Wettbewerb mit Netbooks und Low-End-Laptops bringt.
Die Presse interessierte sich für das Produkt und es wurde in der Washington Post und anderen Medien erwähnt.
Im Juli 2009 wurde berichtet, dass Arrington ein Unternehmen mit 14 Mitarbeitern rund um das Tablet (Crunchpad Inc.) in Singapur gründete, und dass es später im Monat eine öffentliche Präsentation eines fertigen Produkts geben würde.
Ende September 2009 veranlasste der Mangel an Werbung auf dem CrunchPad Dan Frommer von Business Insider, in einer Artikelüberschrift zu fragen: „Wo ist das CrunchPad?“ Es wurde gemunkelt, dass Apple und Microsoft an neuen Tabletcomputer arbeiten und mehr Medienberichterstattung erhielten.
Anfang Oktober 2009 zeichnete das Popular Mechanics Magazin das CrunchPad als eines der „Top 10 brillantesten Gadgets, Werkzeuge und Spielzeuge, die Sie 2009 kaufen können“ aus. Andere Organisationen stellten die Angemessenheit der Auszeichnung in Frage, da das CrunchPad zum Zeitpunkt der Veröffentlichung nicht zum Kauf verfügbar war.
Im Gillmor-Gang-Podcast vom 12. November 2009 kündigte Arrington an, dass das Produkt „mitdampft“, dass Gerüchte über hohe Preise falsch sind und dass das Produkt wahrscheinlich für 300–400 US-Dollar im Einzelhandel erhältlich sein wird, wahrscheinlich durch Funktionen subventioniert werden, die gesponsert werden, sich aber nicht negativ auf die Benutzererfahrung auswirken werden (ähnlich wie die Suchleiste von Mozilla Firefox).
Am 15. August 2011 wurden der Nachfolger des JooJoo und ein neues Smartphone angekündigt, nachdem ein erfundenes Unternehmen TabCo enthüllt hatte, dass es tatsächlich Fusion Garage war. Die Ankündigung umfasste ein Tablet und Smartphone namens Grid 10 (10,1 Zoll Tablet) und The Grid 4 (4-Zoll-Smartphone), auf denen beide GridOS, eine Abspaltung des Betriebssystems Android, ausgeführt wird.

### CrunchPad Manifesto
In der Gründung am 21. Juli 2008 schrieb das Manifest: „Wir wollen ein total einfaches Web-Tablet für 200 Dollar. Helfen Sie uns, es aufzubauen.“ Arrington schrieb:
„Wenn alles gut funktioniert, würden wir das Design und die Software als Open Source veröffentlichen und jedem, der möchte, die Möglichkeit geben, eins zu bauen.“
2009 wurden keine weiteren Verpflichtungen eingegangen, das Design offen und öffentlich zu machen, was es einfacher machen würde, zusätzliche Funktionen wie einen Standard-Tastaturanschluss und einen erhöhten Speicher hinzuzufügen.

### JooJoo
Am 30. November 2009 gab Michael Arrington bekannt, dass das CrunchPad-Projekt tot sei. Drei Tage vor dem geplanten Debüt hatte Chandra Rathakrishnan, CEO von Fusion Garage, ihm mitgeteilt, dass Fusion Garage das Pad allein verkaufen würde. Arrington behauptet, dass das geistige Eigentum zwischen beiden Unternehmen geteilt wird, so dass das Produkt nicht legal vorgehen konnte. Er sagte, seine Seite „wird mit ziemlicher Sicherheit in Kürze mehrere Klagen gegen Fusion Garage und möglicherweise Chandra und seine Aktionäre als Einzelpersonen einreichen“.
Am 7. Dezember 2009 gab Chandra Rathakrishnan, CEO von Fusion Garage, bekannt, dass er das veröffentlicht, was als CrunchPad entwickelt wurde, das er jetzt das JooJoo nennt und dass es am 11. Dezember 2009 für 499 US-Dollar im Vorverkauf erhältlich sein wird.
Am 10. Dezember 2009 reichte Michael Arrington/TechCrunch vor dem Bundesgericht eine Klage gegen Fusion Garage ein.
Am 1. Februar 2010 gab Chandrasekar Rathakrishnan, CEO von Fusion Garage, bekannt, dass die Vorbestellungen von JooJoo nach dem Debüt des Apple iPad gestiegen seien und dass zusätzliche Mittel in Höhe von 10 Millionen Dollar erhalten worden seien. Er kündigte auch an, dass Fusion Garage dabei sei, eine Partnerschaft mit einem Mobiltelefonhersteller einzugehen, der sich um die Produktion des Geräts kümmern würde.
Am 3. Februar 2010 gab Fusion Garage bekannt, dass die Herstellung von JooJoo-Tablets im Rahmen einer neuen Vereinbarung mit der CSL Group begonnen hatte. Im Austausch für die Übernahme der Herstellungskosten des JooJoo würde die CSL Group einen Prozentsatz des Gewinns aus dem Verkauf der Geräte ziehen. CEO Chandrasekar Rathakrishnan erklärt, dass JooJoo-Sendungen bis Ende Februar Kunden erreichen würden und dass das Gerät Adobe Flash beim Start unterstützen würde.
Am 26. Februar 2010 kündigte Fusion Garage eine Verzögerung bei der Herstellung des JooJoo-Tablets an und zitierte ein Problem bei der Feinabstimmung der Berührungsempfindlichkeit des kapazitiven Bildschirms. JooJoo-Tablets sollen jetzt am 25. März 2010 versandt werden, und alle Vorbestellungskunden sollen ein kostenloses Zubehör erhalten, um die Verzögerung auszugleichen.
Am 11. November 2010 gab Fusion Garage bekannt, dass das Joojoo-Tablet bei seiner aktuellen Iteration am „Ende seiner Lebensdauer“ steht und das Unternehmen mehrere neue Plattformen erkunden wird, die keine Abwärtskompatibilität haben werden.
Am 19. Dezember 2011 sagten Gerüchte, dass Fusion Garage das Geschäft einstellen und in Konkurs gehen könnte.
Am 9. Januar 2012 bestätigte Fusion Garage, dass das Unternehmen aufgrund von 40 Millionen Dollar Schulden in Liquidation gegangen war.

### Rechtsstreit
Am 30. November 2009 meinte Arrington, dass das CrunchPad-Projekt mit Meinungsverschiedenheiten zwischen ihm und Fusion Garage endete. Am 7. Dezember 2009 sagte Chandra Rathakrishnan, CEO von Fusion Garage, dass sein Unternehmen das CrunchPad als JooJoo veröffentlichen würde und dass Kunden es am 11. Dezember 2009 für 499 USD vorbestellen könnten. Am 10. Dezember 2009 reichten Arrington und TechCrunch eine Klage gegen Fusion Garage vor dem US-Bundesgericht ein und beschuldigten die Firma des Betrugs und der Täuschung, der Veruntreuung von Geschäftsideen, der Verletzung der treuhänderischen Pflicht, des unlauteren Wettbewerbs und der Verstöße gegen den Lanham Act. Am 30. März 2010 ergab die Klage, dass nur 90 Vorbestellungen für den JooJoo aufgegeben worden waren, bevor er mit dem Versand begann.
Kernel-Hacker Matthew Garrett reichte eine Beschwerde beim US-Zoll und Grenzschutz gegen Fusion Garage wegen Urheberrechtsverletzung ein, da das Unternehmen GPL-Software versendet, ohne das erforderliche Angebot an Quellcode zu machen. Das Problem wurde im Januar 2011 behoben, als Fusion Garage begann, den erforderlichen Quellcode auf ihrer Website bereitzustellen.

## Hardware
Das Joojoo verfügt über einen 1,6 GHz Intel Atom N270 Prozessor und einen NAND-Flash-Speicher mit 4 GB. Die Bildschirmoberfläche besteht aus einem 12,1-Zoll-Touchscreen mit 1366 × 768 Pixel. Neben integrierten USB-Anschlüssen und Mikrofoneingang gibt es zusätzlich eine 1,3-Megapixel-Webcam. JooJoo verfügt zudem über Bluetooth 2.1 und WLAN.